# Jucca Fedosow
Johannes (Jucca) Fedosow, född 14 januari 1913 i Helsingfors, död där 11 februari 1981, var en finländsk fysiker.
Fedosow, som var son till kontorschefen Ivan Fedosow och Emilia Augusta Nyström, blev student 1932, filosofie kandidat 1938 och filosofie doktor 1948. Han var lärare i matematik vid Helsingfors svenska arbetarinstitut 1943–1945, i matematik och fysik vid Nya svenska läroverket i Helsingfors 1943–1946, assistent i fysik vid Helsingfors universitet 1945–1950, speciallärare i fysik vid Tekniska högskolan i Helsingfors från 1947, assistent i fysik vid Tekniska läroverket i Helsingfors 1939–1948, lärare i fysik där och prefekt för dess fysikaliska laboratorium från 1948, lärare vid Helsingfors universitet 1956–1967 och verkställande direktör för Teknofysiko Ab från 1949.
Fedosow var sekreterare i Fysikersamfundet i Finland 1947–1949, dess ordförande 1952–1954. Han var inspektor för elevkåren vid Tekniska läroverket 1952–1961. Han invaldes i Svenska tekniska vetenskapsakademien i Finland 1957 och tilldelades professors titel 1974. Han skrev avhandlingen Einwirkung von Lösungsmitteln auf die Ramanspektren tetraederförmiger Moleküle (1948), Lärobok i fysik I–IV för gymnasiet (tillsammans med Gustav Ahlman, Rolf Qvickström och Adolf Höglander, 1952) , Fysik I–IV vid Tekniska läroverket i Helsingfors, Lukion Fysiikka I–II samt vetenskapliga uppsatser och artiklar.